# Poroschia
Poroschia est une commune du județ de Teleorman en Roumanie.